# Henri Bergé
Henri Joseph Napoléon Bergé (Brussel, 30 december 1835 - Schaarbeek, 29 maart 1911) was een Belgisch hoogleraar en liberaal volksvertegenwoordiger.

## Levensloop
Bergé was een zoon van Henri-Joseph Bergé, kapitein bij de Garde Nationale en van Jeanne-Françoise Masson. Hij trouwde met Léonie Stein.
Kort na zijn studies scheikunde (ULB, 1854-1855) werd hij hoogleraar fysica en scheikunde aan zijn universiteit (1857-1911). Hij werd ook nog docent aan de École Polytechnique van de ULB, waarvan hij een van de stichters was (1873-1906) en voorzitter (1903-1905), alsook aan de Normaalschool voor meisjes in Brussel (1878-1881).
In 1870 werd hij scheikundige in het Laboratorium van de stad Brussel en klom op in graden, om te eindigen, vanaf 1906 tot aan zijn dood, als hoofd van het Laboratorium voor scheikunde en bacteriologie van Brussel.
Hij was directeur van het tijdschrift Le Chimiste (1865-1869), stichter van het tijdschrift L'Industrie Moderne en medewerker aan het tijdschrift L'Office de l'Industrie.
Als onderdeel of uitloper van zijn leeropdrachten werd hij:
- lid van de beheerraad van de ULB (1877-1879 en 1891-1896);
- rector van de ULB (1877-1878);
- medestichter van de Société royale de médecine publique (1876);
- erelid van de Société de Pharmacie;
- medestichter en voorzitter van de Société de Médecine légale de Belgique (1889-1891), en ondervoorzitter (1892-1911).

## Politiek
Op het politieke vlak werd Bergé in 1869 gemeenteraadslid van Schaarbeek en bleef dit tot in 1884. Van 1876 tot 1878 was hij schepen. Hij was hierdoor onder meer:
- voorzitter van de Federatie van scholen in Schaarbeek
- lid van het administratief bureau van de middelbare scholen in Schaarbeek
- medestichter en erelid van de Federatie van onderwijzers en onderwijzeressen in België
- lid van het Werk van de kleding in Schaarbeek

Van 1870 tot 1884 en van 1892 tot 1894 was Bergé liberaal volksvertegenwoordiger voor het arrondissement Brussel.
Hij was onder meer:
- Lid van de Commissie van Openbare Hygiëne in België
- Lid van de internationale arbitragecommissie

## Vrijmetselaar
In 1857 werd hij ingewijd in de Brusselse loge Les Vrais Amis de l'Union en klom snel op in de maçonnieke wereld. Tussen 1872 en 1888 was hij herhaaldelijk Achtbare Meester van zijn loge. Daarenboven werd hij drie keer verkozen tot grootmeester van het Grootoosten van België: van 1874 tot 1877, van 1880 tot 1883 en van 1895 tot 1898. Hij klom ook op in de hoge graden en werd 33ste in de Aloude en Aangenomen Schotse Ritus.
Hij was actief in vrijzinnige organisaties, zoals:
- Ligue de l'Enseignement, medestichter in 1864
- La Libre Pensée, medestichter in 1863 en voorzitter in 1863-1866 en 1899-1910

Bergé was lid van de in 1864 gestichte Eerste Internationale, waarvan ook een Belgische afdeling bestond.
In deze linkse richting was hij
- medestichter van de coöperatiueve vennootschap voor arbeidersvoeding
- lid van de Brusselse 'Société de Philanthropie'.

In Schaarbeek is een straat naar hem genoemd.